# Fantasie concertante
De Fantasie concertante is een compositie van William Bolcom. De Amerikaanse componist kreeg het verzoek van dirigent James Levine een werk te schrijven dat uitgevoerd kon worden tijdens het Mozart-festival in Salzburg. Dat had tot gevolg dat de muziek moest voldoen aan twee criteria:
- er moesten solopartijen zijn voor de altviool en cello
- het moest iets te maken hebben met Wolfgang Amadeus Mozart.

Bolcom is een componist die past binnen de begrippen van zowel klassieke muziek als klassieke muziek van de 20e eeuw. Het imiteren van stijlen is voor hem geen probleem. De Fantasie concertante is dan ook een werk waarbij de klanken van Mozart regelmatig te horen zijn, zonder dat het specifiek van Mozart is. Daartegenover staat dat er ook muziek in de stijl van latere eeuwen te horen zijn. Tegen het eind van het werk is dan een combinatie te horen van beide stijlen. De melodielijnen quasi Mozart in de hoge stemmen worden ondersteund door dissonantie van Bolcom in de lage stemmen.
James Levine gaf samen met het Wiener Philharmoniker de première op 26 januari 1986 in het Salzburg Festspielhaus. Solisten waren Heinz Koll (altviool) en Franz Bartholomey (cello).   